# Zhao Dayong

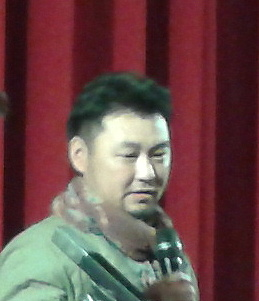
Zhao Dayong auf der 64. Berlinale in Berlin.

Zhao Dayong (chinesisch 赵大勇, Pinyin Zhào Dàyǒng; * 1970 in Fushun, Volksrepublik China) ist ein chinesischer Künstler, Unternehmer, Publizist und Regisseur.

## Leben
Von 1988 bis 1992 studierte Zhao an der Lu Xun Art Academy in Shenyang. Danach arbeitete er zunächst als
freier Künstler und Marketing-Direktor in Peking und später in Guangzhou. Im Jahr 1997 gründete er die
Design-Agentur „Guangzhou Dake“. 1998 begann er als Regisseur für Werbefilme zu arbeiten.
Er war ebenso Gründungsherausgeber der inzwischen eingestellten Zeitschrift
„Culture & Morals“ über zeitgenössische Kunst in China. Seit 2002 wendet sich Zhao der Ausdrucksform des digitalen Video zu.

## Filmografie

### Spielfilme
- 2014: Shadow days (鬼日子 Gui ri zi)
- 2010: The High Life (寻欢作乐 Xun huan zuo le)
- 2009: Rough Poetry (下流诗歌 Xialiu shige)

### Dokumentarfilme
- 2011: My Father’s House (家园 Jiayuan)
- 2008: Ghost Town (废城 Fei cheng)
- 2006: Street Life (南京路 Nanjinglu)[4][1]

## Auszeichnungen
Der Film The High Life gewann auf dem Hongkong Internationalen Filmfestival 2010 den FIPRESCI Award und den Silver Digital Award sowie auf dem Mannheim-Heidelberg International Film Festival im November 2010 den Werner-Fassbinder-Preis und den FIPRESCI Jury Preis.